# السنة الجيوفيزيائية الدولية

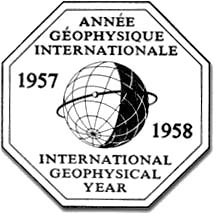
الشعار الرسمي

السنة الجيوفيزيائية الدولية هي مشروع علمي دولي امتدّ من 1 يوليو عام 1957 حتى 21 ديسمبر عام 1958. وقد كان مؤشرًا لنهاية فترة طويلة خلال الحرب الباردة، كان فيها التبادل العلمي بين الغرب والشرق منقطعًا بشكل فعلي. شاركت سبع وستون دولة في مشاريع السنة الجيوفيزيائية الدولية، على الرغم من أحد الاستثناءات البارزة المتمثلة بجمهورية الصين الشعبية، والتي كانت محتجةً على مشاركة جمهورية الصين (تايوان). وافق الشرق والغرب على ترشيح البلجيكي مارسيل نيكوليت بصفة أمين عام لهذه المنظمة الدولية المتحدة.
وشملت السنة الجيوفيزيائية الدولية إحدى عشر علمًا من علوم الأرض: وهي الشفق القطبي، والتوهج الليلي، والأشعة الكونية، والمغناطيسية، والجاذبية، وفيزياء الغلاف الأيوني، وتحديد خطوط الطول والعرض (تخريط دقيق)، وعلم الأرصاد الجوية، وعلم المحيطات، وعلم الزلازل، والنشاط الشمسي. كان توقيت السنة الجيوفيزيائية الدولية ملائمًا بشكل خاص لدراسة بعض من هذه الظواهر، لأنه غطّى ذروة الدورة الشمسية رقم 19.

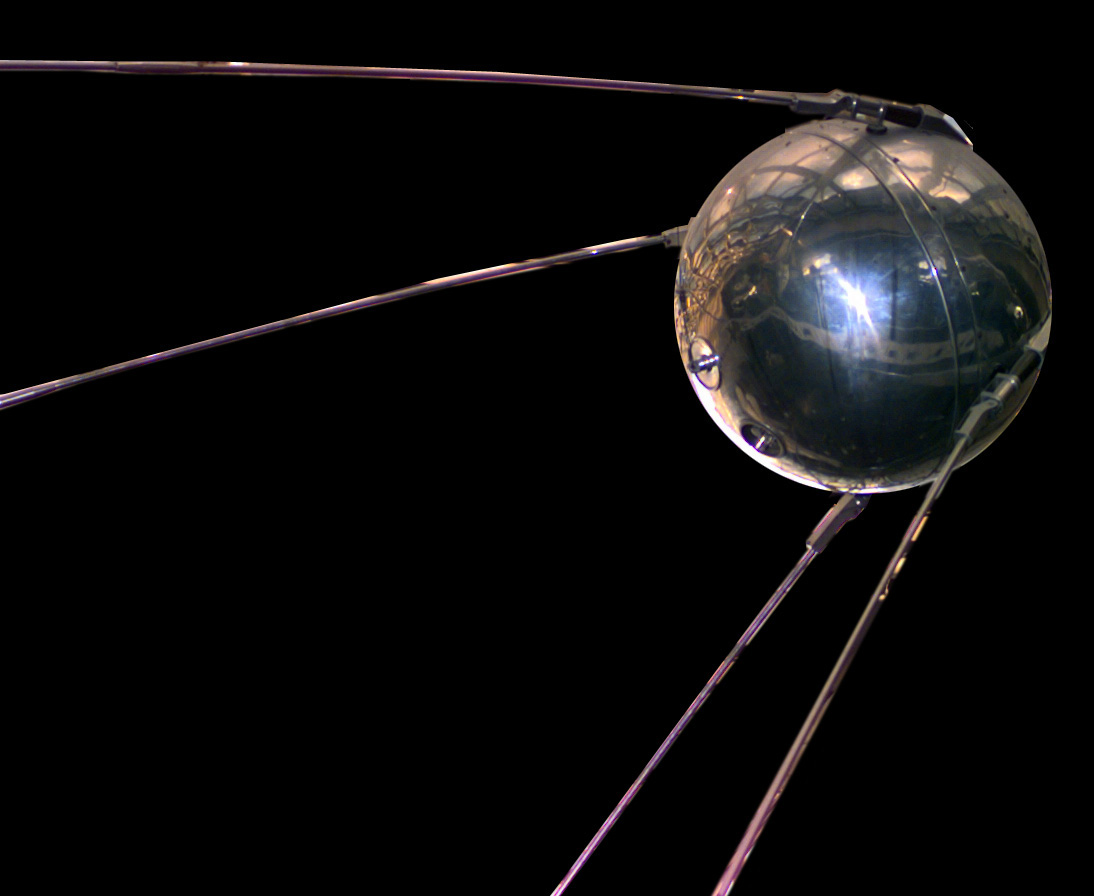
نسخة طبق الأصل من سبوتنيك 1، الذي انطلق في المدار في 4 أكتوبر 1957.

أطلق كلّ من الاتحاد السوفييتي والولايات المتحدة أقمارًا اصطناعية لأجل هذا الحدث. إذ أُطلق قمر الاتحاد السوفييتي الاصطناعي سبوتنيك1 في 4 أكتوبر عام 1957، وكان أوّل قمر اصطناعي تكلل بالنجاح. تضمنت الإنجازات المهمة الأخرى للسنة الجيوفيزيائية الدولية اكتشاف حزام فان آلن الإشعاعي بواسطة القمر الاصطناعي إكسبلورر1، وتحديد أعراف منتصف المحيط تحت سطح المياه، وهو إثبات مهم فيما يخص نظرية الصفائح التكتونية. اكتُشف أيضًا حدوث نادر للإشعاع الشمسي الجسيمي الحاد الذي قد يشكل خطرًا كبيرًا على رحلة فضاء مأهولة.

## الأحداث

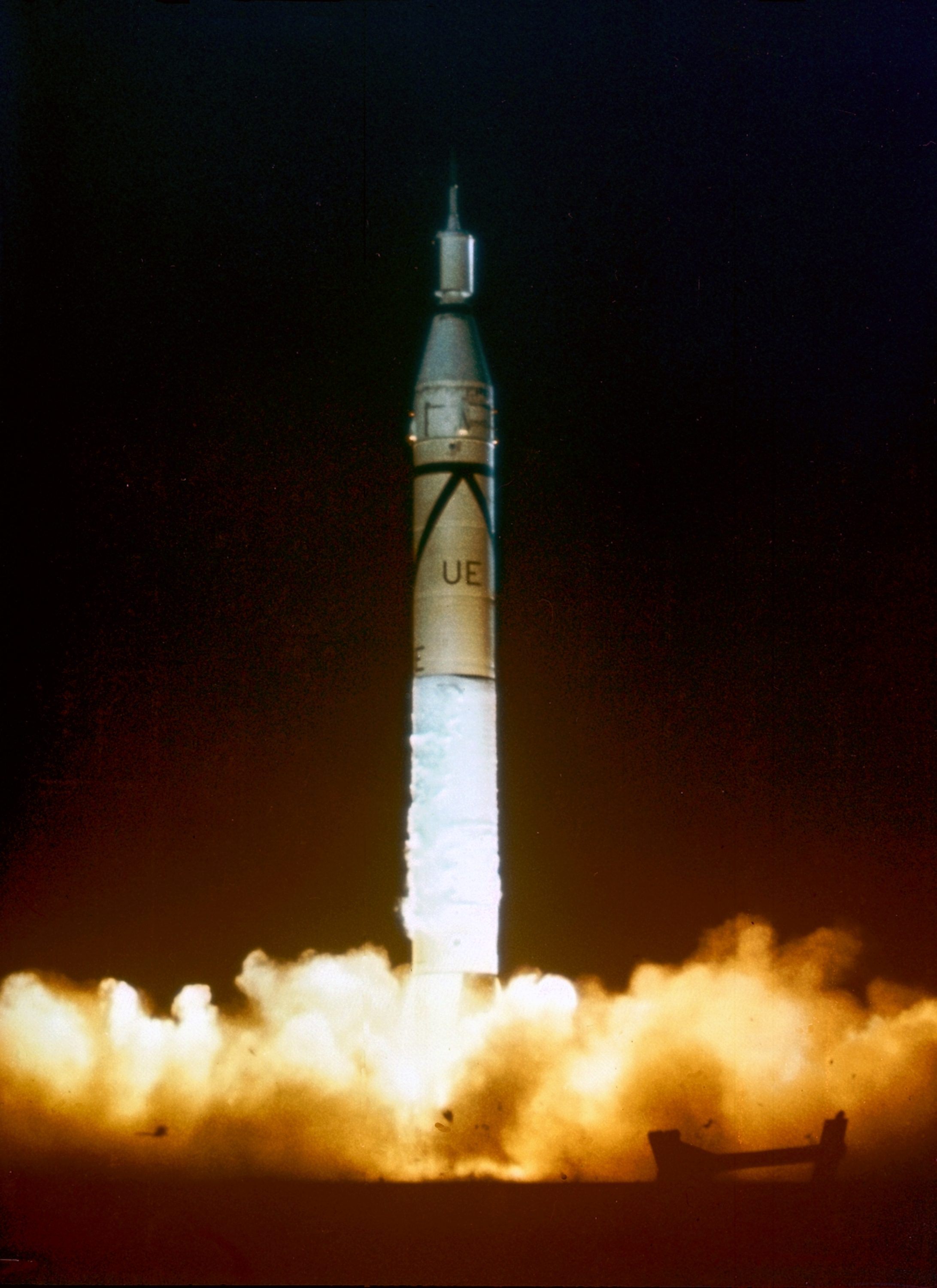
إطلاق القمر الصناعي إكسبلورر 1 في الأول من فبراير 1958.

يمكن أن نعزوا أصل السنة الجيوفيزيائية الدولية إلى السنوات القطبية الدولية المعقودة أعوام 1882-1883، من ثم 1932-1933، ومن ثم الانعقاد الأخير في مارس 2007 حتى مارس 2009. التقى عدد من كبار العلماء في 5 أبريل عام 1950 (من بينهم لويد بيركنز، وسيدني تشابمان، وإس فريد سنغر، وهاري فاستين) في غرفة معيشة جيمس فان آلن، واقترحوا أنّ الوقت قد حان للقيام بسنة جيوفيزيائية على مستوى العالم بدلًا من السنة القطبية، وخاصةً مع الأخذ بعين الاعتبار التطورات الحديثة في مجال علم الصواريخ، والرادار، والحوسبة. اقترح بيركنر وتشابمان على المجلس الدولي للعلوم أن يُجرى التخطيط للسنة الجيوفيزيائية الدولية لتُقام في عام 1957-1958، بالتزامن مع اقتراب فترة النشاط الشمسي الأقصى. أُعلن عن السنة الجيوفيزيائية الدولية في عام 1952. أسفر موت جوزيف ستالين عام 1953 عن فتح المجال للتعاون الدولي مع الاتحاد السوفييتي.
في 29 يوليو عام 1955، أعلن جيمس هاغرتي، السكرتير الصحفي للرئيس دوايت أيزنهاور أنّ الولايات المتحدة الأمريكية تعتزم إطلاق «أقمار صناعية صغيرة تدور حول الأرض» في الفترة الزمنية بين 1 يوليو 1957 و31 ديسمبر 1958 بمثابة جزء من مساهمة الولايات المتحدة في السنة الجيوفيزيائية الدولية. وكان سيدير معمل أبحاث البحرية الأمريكية مشروع فانغارد الذي يعتمد على صواريخ التجارب المُطوّرة، وكانت تملك ميزة استخدامها بشكل أساسي في التجارب العلمية غير العسكرية.
وبعد أربعة أيام، في الاجتماع السادس للاتحاد الدولي للملاحة الفضائية في كوبنهاغن، تحدث العالم ليونيد سيدوف إلى المراسلين الدوليين في السفارة السوفييتية، وأعلن عزم بلاده إطلاق قمر اصطناعي أيضًا في «المستقبل القريب».
أثار إطلاق الاتحاد السوفييتي لسبوتنك-1 دهشة الكثيرين، وهو القمر الاصطناعي الأول للأرض، وقد أُطلق في 4 أكتوبر عام 1957. بعد عدد من عمليات الإطلاق الفاشلة ضمن مشروع فانغارد، أقنع فيرنر فون براون وفريقه الرئيس دوايت أيزنهاور استخدام واحد من صواريخهم العسكرية الخاصة بالجيش الأمريكي من أجل برنامج إكسبلورر (وبذلك لم يعد هنالك حظر حول استخدام الصواريخ العسكرية للوصول إلى الفضاء).